# Bouteville
Bouteville ist eine französische Gemeinde mit 330 Einwohnern (Stand 1. Januar 2022) im Département Charente in der Region Nouvelle-Aquitaine; sie gehört zum Arrondissement Cognac und zum Kanton Charente-Champagne.
Umgeben wird Bouteville von den sieben Nachbargemeinden:
| Saint-Même-les-Carrières | Graves-Saint-Amant                          | Angeac-Charente          |
| Saint-Preuil             | Kompassrose, die auf Nachbargemeinden zeigt | Châteauneuf-sur-Charente |
|                          | Bonneuil                                    | Bellevigne               |

## Geschichte
Siehe Grafschaft Bouteville und Schloss Bouteville.

## Bevölkerungsentwicklung
- 1962: 449
- 1968: 459
- 1975: 428
- 1982: 388
- 1990: 398
- 1999: 343
- 2006: 341
- 2017: 322